# 味丹國際
味丹國際（控股）有限公司，簡稱味丹國際（控股），以及味丹國際（英語：VEDAN INTERNATIONAL (HOLDINGS) LIMITED，港交所：2317），在1991年由臺灣味丹企業於越南設立，成立時名為「味丹（越南）企業股份有限公司」。
現時業務在中國內地、越南等地區經營生產及銷售各類味精產品，根據招股書撮要，股份於2003年6月27日於港交所主板上市，招股價為0.89港元，發行股份為15.2億股，集資額為13.5億港元。
總部位於越南同奈省隆城縣Phuoc Thai村（National Road 51, Hamlet 1A, Phuoc Thai Village, Long Thanh District, Dong Nai Province, Vietnam）。
2021年，味丹国际入围FoodTalks全球食用增稠剂企业榜，在变性淀粉榜单中位列第14。

## 連結
- VedanInternational.com（页面存档备份，存于）